# 배신자 (1970년 영화)
《배신자》(De La Part Des Copains, Cold Sweat)는 프랑스, 이탈리아에서 제작된 테렌스 영 감독의 1970년 액션, 스릴러, 드라마 영화이다. 찰스 브론슨 등이 주연으로 출연하였고 로버트 돌프먼 등이 제작에 참여하였다.

## 출연

### 주연
- 찰스 브론슨
- 리브 울만

### 조연
- 제임스 메이슨
- 질 아일랜드
- 장 토파르
- 야닉 드룰
- 루이지 피스틸리
- 미쉘 콘스탄틴

## 기타
- 원작자: 리처드 매드슨
- 미술: 토니 로먼